# Фьяно (виноград)
Фиано (правильнее фьяно, итал. Fiano) — южноитальянский сорт белого винограда, из которого получают белые вина, по интенсивности ароматов уступающие в регионе только мускатам. Наивысшего реноме (и соответствующего ему статуса DOCG) добились вина со склонов Везувия в провинции Авеллино, именуемые «Фьяно ди Авеллино». Также из этого сорта получают десертные вина наподобие вин-санто. Занимает виноградники площадью свыше 2000 га.
Фьяно — один из старейших сортов белого винограда в Италии. Одно из названий сорта (Apiano, то есть «пчелиный») созвучно с «пчелиными» лозами, упоминаемыми в «Естественной истории» Плиния (что, разумеется, не гарантирует их тождества). В 1240 году самый могущественный из всех неаполитанских королей, Федериго по прозвищу «Диво мира», распорядился о закупке vino fiano для своего двора. 

После нашествия виноградной тли (рубеж XIX и XX веков) сорт почти пропал с виноградников Кампаньи. Сохранился благодаря семейной винодельне Mastroberardino. Возрождение интереса к сорту наметилось с конца 1980-х годов, когда его стали активно высаживать на Сицилии. Растущая популярность моносепажных вин привела к появлению сортовых виноградников в Австралии и Аргентине. 

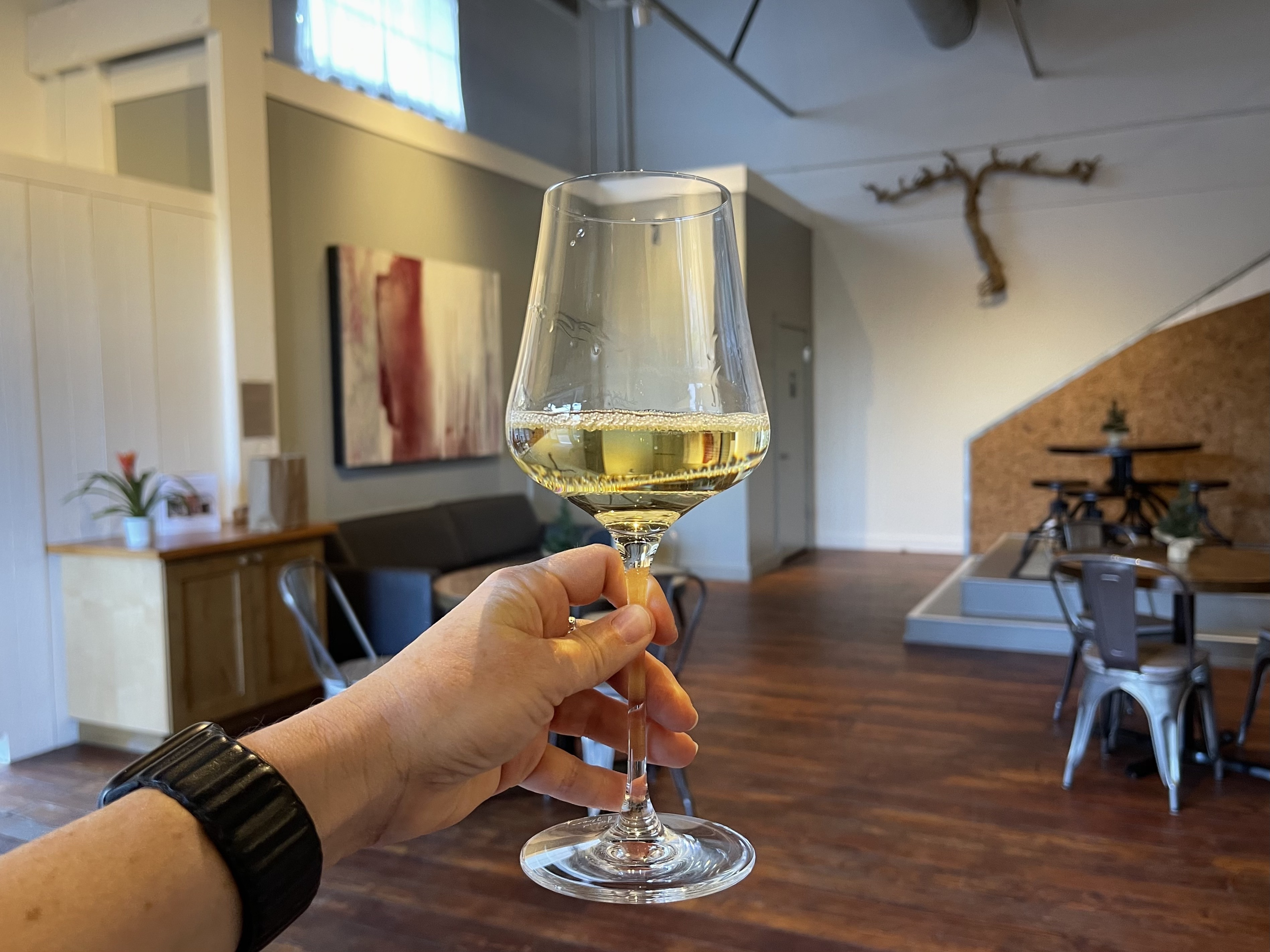
Бокал вина из фиано

Виноград среднего или позднего срока созревания, подвержен мучнистой и ложной мучнистой росе. Если не ограничивать количество урожая, куст фиано даст водянистое, невыразительное вино. При позднем сборе урожая набирает высокую сахаристость, привлекая множество пчёл. 
Ягоды, небольшие и толстокожие, дают сравнительно мало сока. Вина способны к выдержке, сильно разнятся в зависимости от особенностей терруара. Часто развивают интересные медовые, ананасные и ореховые оттенки. Многие современные виноделы для усиления органолептических свойств экспериментируют с выдержкой на осадке.
В 2021 году ампелографы заявили о том, что наиболее ароматная и востребованная разновидность этого винограда (Fiano Aromatico), несмотря на наружное сходство с другими вариациями фьяно, по итогам генетического исследования оказалась самостоятельным сортом, который отныне будет именоваться минутоло (Minutolo). Несколько раньше, в 2005 году, было объявлено о выделении в отдельный сорт вариации, возделываемой в окрестностях Салерно под названием Санта-София (Santa Sofia).
В различных районах Италии этот сорт винограда можно встретить под названиями Apiana, Apiano, Fiana, Fiore Mendillo, Foiano, Latina Bianca, Latino, Latino Bianco, Minutola, Minutolo, Santa Sofia.